# Harford (Nowy Jork)
Harford – miasto w Stanach Zjednoczonych, w stanie Nowy Jork, w hrabstwie Cortland.